# Sopwith Pup
Sopwith Scout, bedre kendt under det uformelle navn Sopwith Pup, var en britisk jager udviklet og anvendt under den første verdenskrig.
Sopwith Scout var den første britiske jager, der fra begyndelsen blev designet med et synkroniseret maskingevær. Flyet var af enkel konstruktion, men dog meget robust. Flyets force var dets manøvredygtighed: Det kunne vende på indersiden af de samtidige tyske Albatros-maskiner, ligesom den var i stand til at holde højden ved manøvreringer.
Prototypen gennemførte sin første flyvning i februar 1916, og flytypen blev hurtig bestilt af både Royal Naval Air Service og Royal Flying Corps (hæren). Sopwith Scout blev indsat ved fronten i Frankrig mod slutningen af 1916, og til trods for at flyet allerede ved midten af 1916 var forældet, forblev det på grund af sin efter datidens forhold glimrende manøvreringsevne i brug ved fronten helt mod slutningen af 1917.
Sopwith Scout forblev i produktion helt frem til krigens slutning i november 1918. Da var 1.700 fly produceret. I den sidste tid af sin karriere fungerede det som træningsfly.